# Rennbruch
Rennbruch ist eine Ortschaft in Engelskirchen im Oberbergischen Kreis im nordrhein-westfälischen Regierungsbezirk Köln in Deutschland.

## Lage und Beschreibung
Der Ort liegt im Nordosten von Engelskirchen im Tal der Leppe. Im Nordosten der Ortschaft mündet die Gelpe in die Leppe. Nachbarorte sind Neuremscheid, Papiermühle, Bickenbach, Hahn und das zur Stadt Gummersbach gehörende Flaberg.
Die topografischen Karten zeigen 2012 in Rennbruch die Bezeichnungen „Rennbrucher Hammer“ und „Haus Rennbruch“.

## Geschichte
In der Preußischen Uraufnahme von 1840 ist im Ortsbereich von Rennbruch ein Mühlensymbol verzeichnet. Eine Ortsbezeichnung erfolgt in dieser Karte nicht. In der topografischen Karten von 1894 bis 1896 wird neben dem Mühlensymbol ein Gebäudegrundriss und die Abkürzung für einen Eisenhammer gezeigt. In der Karte von 1927 wird eine Fabrik mit der Bezeichnung „Rennbrucher Hammer“ verzeichnet. Am westlichen Ortsrand ist ein Gebäudegrundriss hinzugekommen. Dessen Bezeichnung lautet „Haus Rennbruch“.
Die auf dem mit Rennbrucher Hammer bezeichneten Gelände des ehemaligen Eisenhammers befindlichen Fabrikgebäude sind stillgelegt. Hier produzierte die als Familienunternehmen 1897 gegründete „Zapp Flanschenfabrik GmbH“ bis zur Insolvenz im Jahre 2009 Gesenkschmiedeteile.
Haus Rennbruch ist eine im Privatbesitz befindliche und im Jahre 1910 erbaute ehemalige Unternehmervilla. Das Haus wurde im Fachwerkbauweise errichtet und verfügt über 11 Zimmer mit insgesamt zirka 400 Quadratmetern Fläche. Bekannt war das Haus in der Umgebung für seine gepflegten weißen Kieswege des sie umgebenden Parks.